# Les Frères Sun
Production
Diffusion
Les Frères Sun (The Brothers Sun) est une série télévisée américaine, créée par Byron Wu et Brad Falchuk, diffusée le 4 janvier 2024 sur Netflix.

## Distribution

### Principaux
- Michelle Yeoh (VF : Ivana Coppola) : Eileen « Mama » Sun
- Justin Chien (VF : Julien Allouf) : Charles Sun
- Sam Song Li (VF : Alexandre Nguyen) : Bruce Sun
- Joon Lee (VF : Jim Redler) : TK Lee
- Highdee Kuan (VF : Olivia Nicosia) : Alexis Kong

### Récurrents
- Alice Hewkin (en) (VF : Adeline Moreau) : June et May Song, des sœurs jumelles
- Jenny Yang (en) (VF : Vanessa Van-Geneugden) : Xing
- Toy Lei (VF : Isabelle Auvray) : Victoria
- Johnny Kou : Big Sun
- Jon Xue Zhang (VF : Jonathan Dos Santos) : Blood Boots
- Jay Renshaw (VF : Rémi Gutton) : Taylor
- Zhan Wang (VF : Olivier Chauvel) : Yuan
- Madison Hu : Grace
- Rodney To (VF : Jérémy Bardeau) : l'inspecteur Mark Rizal
- Ron Yuan (en) : Frank Ma

 Source et légende : version française (VF) sur RS Doublage

## Épisodes
1. Pilote (Pilot)[2]
2. Donnant-donnant (Favor for a Favor)
3. Fais comme tu veux (Whatever You Want)
4. Impasse (Square)
5. Le savoir, c'est le pouvoir (The Rolodex)
6. Paysan (Country Boy)
7. Gymkata (Gymkata)
8. Protéger la famille (Protect the Family)